# Jarohněv Sádlo z Vražného
Jarohněv Sádlo z Vražného, též Jarohněv Sádlo z Vražného starší nebo Jarohněv Sádlo z Vražného v Liderovicích (<1500 – mezi 1554–1556, Liderovice?) byl rytíř v rožmberských službách, který je považován za rybníkáře, současníka Josefa Štěpánka Netolického.
Pocházel z rodové větve, která se s jeho otcem, Jindřichem Sádlem z Vražného, koncem 15. století přesunula z Vražného (též Vražná, dnes Vrážná) do Liderovic v jižních Čechách. Jindřich měl syny Jarohněva (staršího) zmiňovaného 1517 a Mikuláše (staršího) zmiňovaného 1511. Oba jsou (po Jindřichově smrti) zmiňováni ještě v roce 1523 jako majitelé Liderovic. Mikuláš starší zemřel a bezdětný Jarohněv starší se staral o jeho syny Jarohněva mladšího a Mikuláše mladšího. 1546 jsou ještě doloženi oba Jarohněvové, když si nechali do (po požáru obnovených) zemských desek zapsat společný majetek:
| „              | v Liderovicích tvrze dvoru poplužního s poplužím, vsi tudíž a dvory kmetcí s platem, Košín, Hlinice, Jedlany vesnice celé a dvory kmetcí s platem, v Jíšově, v Sedlečku dvory kmetcí s platem což tu mají, Vražné dvoru poplužního pustého s poplužím a dvorův kmetcích pustých | “ |
| — Desky zemské | |   |

Mezi lety 1554 a 1556 zemřel Jarohněv starší a 1564 pravděpodobně zemřel i jeho synovec Jarohněv mladší (v tomto roce byla vložena jeho závěť do zemských desek).
Jarohněv Sádlo z Vražného starší byl ženatý s Anežkou z Nemyšle, které odkázala v roce 1537 zemřelá Ofka z Větřní svůj majetek. Působil v rožmberských službách. V roce 1553 se podílel na stavbě mostu v Plané nad Lužnicí, 1554 je zmiňován v souvislosti s vyměřováním rybníků. Jeho jméno je spojováno s již zaniklým rybníkem Hrádeček (u Třeboně), po němž se dochovala hráz s památným Čertovým dubem.